# Прадер, Андреа
Андреа Прадер (23 декабря 1919, Самедан, Швейцария — 3 июня 2001) — швейцарский учёный, врач и детский эндокринолог. Он был одним из тех, кто открыл синдром Прадера — Вилли. Прадеру также принадлежит создание двух шкал оценки степени физиологического развития репродуктивной системы человека — шкалы Прадера и орхидометра.

## Биография
Учился в медицинском колледже Университета Цюриха. В ординатуре в 1944—1946 годах работал под руководством Г. Тёндури (G.Toendury) на кафедре анатомии в Цюрихе, а затем в 1947 году на кафедре амбулаторной медицины в Лозанне у А. Ваннотти (А. Vannotti). В 1947 году стал врачом-ассистентом в детской больнице в Цюрихе. В 1950 году началась его карьера детского эндокринолога. В начале 1950-х годов прошёл специализацию в больнице Бельвью в Нью-Йорке под руководством Лютера Эмметта Холта-мл. Интерес Прадера к эндокринологии был связан с его контактами с Лоусоном Уилкинсом.
Прадер получил докторскую степень в 1957 году. В 1962 году стал профессором на медицинском факультете в Цюрихском университете. В 1965 году многолетний заведующий кафедрой Гвидо Фанкони вышел на пенсию и Прадер сменил его в качестве профессора и заведующего кафедрой педиатрии в университете Цюриха. Он также занял пост директора детской больницы (Kinderspital) и оставался им до 1986 года.

## Исследования
Фундаментальные исследования Прадера лежали в области детской эндокринологии и других отраслях педиатрии:
- детская кардиология, совместно с Этторе Росси (1948)[5];
- эндокринные и метаболические нарушения;
- медицинская генетика (1951);
- патофизиология стероидных гормонов, включая интерсекс-вариации и дефекты стероидного синтеза (1953). Он также разработал названную его именем шкалу Прадера, используемую для описания генитальной вирилизации;
- синдром Прадера — Гуртнера, совместно с Х. П. Гуртнером (1955)[6];
- Прадера — Лабхарта — Вилли (1956).

Прадер участвовал в открытии или описании:
- липоидной врожденной гиперплазии коры надпочечников, совместно с Зибенманном (1957)
- наследственной непереносимости фруктозы, совместно с Р. Фрёшем, А. Лабхартом и соавторами (1957)
- псевдодефицита витамина D, совместно с Р. Иллигом и соавторами (1961)
- адренолейкодистрофии (АЛД).

В 1963 году Андреа Прадер принял участие в научно-исследовательской работе коллектива учёных (Андреа Прадер, Вернер Ислер, Фриц Люти и Рудольф Зибенманн) во главе с Гвидо Фанкони, который изучал и описывал состояние, связанное с хронической надпочечниковой недостаточностью в сочетании с демиелинизирующими заболеваниями мозга и периферической нервной системы. Они разработали критерии диагностики, а также описание патологии и клинической картины этого наследственного синдрома, описанного впервые Зимерлингом и Крейцфельдтом в 1923 году в публикации о клиническом случае, с которым они столкнулись в своей практике. Группа сначала назвала синдром в честь английского эндокринолога Томаса Аддисона и австрийского невролога и психоаналитика П. Ф. Шильдера (Аддисона — Шильдера болезнь). Ныне болезнь носит имя врачей, которые первыми описали его (Симерлинга и Крёйцфельдта). Общественность познакомилась со случаем заболевания в фильме «Масло Лоренцо». Это в первую очередь детский прогрессивный метаболический синдром, проявляющийся наиболее часто у мальчиков в возрасте от 5 до 15 лет и объединяющий в себе характерные признаки болезни Аддисона и миелинокластического диффузного склероза (болезнь Шильдера). Женщины не страдают этим заболеванием, однако из-за связи наследственности с X-хромосомой считаются генетическими носителями.

## Международное признание
С 1972 по 1974 год Андреа Прадер был почётным членом и президентом Швейцарского педиатрического общества (Schweizerische Gesellschaft für Pädiatrie); он также имел почётное членство в Немецкой академии наук «Леопольдина» (1968). Он был членом Королевского колледжа врачей в Лондоне, получил медаль Хельсинкского университета, медаль Университета Турку, премию Отто Негели, медаль Бертольда от Немецкого общества эндокринологии и степень почётного доктора Университета Токусимы в Японии. В 1962 и 1971 годах он был президентом Европейского общества педиатрической эндокринологии.

## Премия Андреа Прадера
Премия Андреа Прадера — ежегодная Награда за лидерство, основанная в 1987 году и вручаемая членам Европейского общества педиатрической эндокринологии в знак признания их достижений в области детской эндокринологии. На создание премии были предоставлены средства фирмой «Pharmacia & Upjohn» в Стокгольме. В настоящее время премия финансируется фирмой «Пфайзер», США.